# 商业分析
商业分析（Business analysis），或业务分析，即识别业务需求和确定业务问题解决方案。解决方案通常包括软件系统开发组件，也可能包括流程改进、组织变革或战略规划和政策制定。执行此任务的人称为商业分析师。
商业分析师不仅仅致力于开发软件系统，更要在整个组织范围内工作，与业务利益相关者协商解决业务问题。当今商业分析师所做的大部分工作都与软件开发/解决方案有关，这源于全球企业在尝试数字化过程中正在经历的巨大变化。

## 技巧

### PESTLE
- Political: 政治（来自政治压力的当前和潜在影响）
- Economic: 经济（地方、国家和世界经济的影响）
- Sociological: 社会（社会对组织的影响方式）
- Technological: 技术（新兴技术的影响）
- Legal: 法律（国家和世界立法的影响）
- Environmental: 环境（地方、国家和世界环境问题）

### MOST
- Mission: 使命（企业的目标方向）
- Objective: 目标（帮助实现使命的关键目标）
- Strategy: 战略（前进的选项）
- Tactics: 战术（战略的实施方式）

### SWOT
- Strengths: 优势
- Weaknesses: 劣势
- Opportunities: 机会
- Threats：威胁